# Utricularia radiata
Utricularia radiata este o specie de plante carnivore din genul Utricularia, familia Lentibulariaceae, ordinul Lamiales, descrisă de John Kunkel Small. Conform Catalogue of Life specia Utricularia radiata nu are subspecii cunoscute.